# 완전 고용
완전 고용(完全雇用, full employment)은 거시경제학에서 불완전 고용이 없는 고용 수준을 가리킨다. 주류 경제학자들 절대다수는 불완전 고용을 0% 이상의 어느 지점에서 수용 가능한 수준이 되는 것으로 정의한다.

## 같이 보기
- 경력
- 불완전 고용